# Garfield Wood

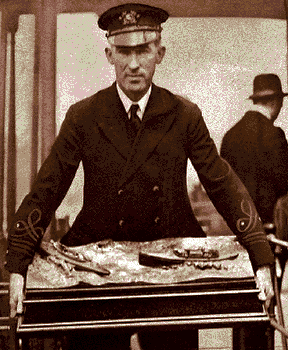
Gar Wood retorna el trofeo Harmsworth a los Estados Unidos en 1920

Garfield Arthur "Gar" Wood (4 de diciembre de 1880 - 19 de junio de 1971) fue un inventor y empresario estadounidense, constructor y corredor de lanchas rápidas de competición y titular del récord mundial de velocidad náutico en varias ocasiones. Fue el primero en viajar a más de 100 millas por hora sobre el agua.

## Primeros años

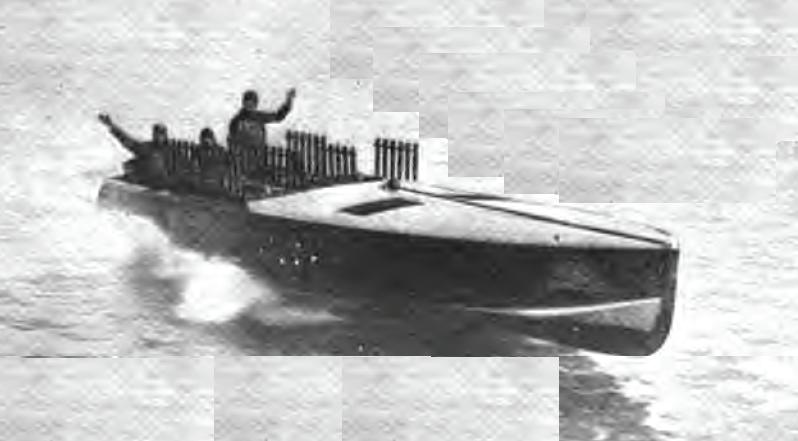
Miss America 2, lancha ganadora del Trofeo Harmsworth en 1921

Gar Wood nació en 1880 en Mapleton, Iowa, en una familia de 13 hijos. Su padre era un operador de transbordadores en el lago Osakis, Minnesota, y Gar trabajó en barcos desde una edad temprana. En 1911, a la edad de 31 años, inventó un elevador hidráulico para descargar carbón con camiones.

## Industrias Garwood
Fundó la Wood Hoist Co. en Detroit, Míchigan, y pronto se convirtió en un exitoso hombre de negocios. Más tarde, cambió el nombre de la compañía a Garwood Industries, que se dedicó a construir embarcaciones de carreras y de placer bajo la marca "Gar Wood", pero también capitalizó su experiencia con descargadores de carbón para producir y comercializar con éxito camiones, autobuses y autocares GarWood. Tenía su hogar en Algonac (Míchigan), la misma ciudad en la que vivía Christopher Smith, propietario de la fábrica de motoras Chris-Craft, que sería adquirida por Wood.

## Competición náutica
En 1916, Wood compró una lancha rápida de competición llamada Miss Detroit. Wood estableció un nuevo récord de velocidad náutico de 74,87 mph (120,492 kilómetros por hora) en 1920 en el río Detroit, utilizando un nuevo barco llamado Miss América. En los doce años siguientes, Wood construyó nueve Miss América más y batió el récord cinco veces, elevándolo a 124,86 mph (200,943 kilómetros por hora) en 1932 en el río St. Clair.
En 1921, Wood compitió con una de sus lanchas contra el Tren Especial Havana, en un recorrido de 1250 millas (2012 km) por la costa del Océano Atlántico entre Miami y Nueva York. Wood hizo el viaje en 47 horas y 23 minutos y venció el tren por 12 minutos. En 1925, compitió con otro tren, el Twentieth Century Limited, recorriemdo el río Hudson entre Albany y Nueva York, ganando por 22 minutos.
Además de batir récords y de organizar retos que atraían la atención del público, Wood ganó cinco carreras consecutivas de la Gold Cup con sus lanchas entre 1917 y 1921. También ganó el prestigioso Trofeo Harmsworth nueve veces (1920–21, 1926, 1928–30, 1932–33).
En 1931, perdió el Trofeo Harmsworth en accidentadas circunstancias, yendo a parar a manos de su hermano menor, George. La carrera se llevó a cabo en el río Detroit y se presentó como un desafío entre el piloto de carreras inglés (sic) Kaye Don, y los hermanos Wood. Ante una multitud estimada en más de un millón de espectadores (una de las multitudes más grandes reunidas para presenciar un evento deportivo), el británico Kaye Don ganó la primera manga de la carrera al timón de su lancha rápida, "Miss England II". En la segunda ronda, Gar Wood aventajaba a Kaye Don, cuando la lancha británica de repente se volcó en uno de los giros, afortunadamente sin lesiones para Don y su copiloto. Gar Wood terminó la carrera primero, pero tanto él como Kaye Don fueron descalificados porque se habían saltado la señal de salida por siete segundos. George Wood completó la última carrera en solitario para ganar el trofeo.
En abril de 1936, Wood, junto con muchos otros campeones deportivos destacados, fue honrado en un banquete en Detroit. Este banquete fue la primera celebración del Champions Day.
La Casa Blanca entregó una placa a la municipalidad de Detroit en julio de 1936, reconociéndola como la Ciudad de los Campeones. En la placa figuran cinco medallones con atletas. Uno de estos medallones es el de una motora que representa a Wood.

## Carrera de negocios posterior
Wood, conocido popularmente como "The Gray Fox" (El Zorro Gris), se retiró de las carreras en 1933 para concentrarse en sus negocios. Garwood Industries continuó construyendo embarcaciones de madera de carreras y de placer hasta 1947 bajo la marca "Gar Wood". Los barcos tenían un tamaño de entre 16 pies y 33 pies de largo (entre unos 5 y 10 m); los modelos más famosos fueron el Gar Wood Speedster de 16 pies (construido de 1934 a 1938) y el exclusivo Baby Gar de 33' (construido en la década de 1920 y principios de la década de 1930). Garwood Industries también fabricó carrocerías de camiones y tornos que fueron ampliamente utilizados por fabricantes de camiones, como International Harvester, y fue un proveedor de equipos originales para otros fabricantes tanto para el mercado civil como para el militar. Muchos camiones construidos durante la Segunda Guerra Mundial venían equipados con carrocerías y tornos de Garwood. Una de las mayores contribuciones de Garwood Industries fue el desarrollo del camión de recogida de basura ahora ubicuo, que originalmente fue construido y vendido bajo el nombre de Garwood Load Packer.

## Inventos
Wood fue conocido como un genio de las invenciones, llegando a registrar durante su vida 30 patentes de los Estados Unidos.
En 1897, a la edad de 17 años, inventó un carburador de tiro descendente, y en 1911 o 1912 inventó un polipasto hidráulico para camiones volquetes. Usó el dinero que ganó para construir barcos de carreras que ganaron muchos campeonatos entre 1917 y 1933.
En un momento dado, tuvo un trabajo vendiendo pararrayos a los granjeros, y para demostrar su eficacia, inventó un dispositivo con una bobina de Ruhmkorff para imitar a los rayos.

## Jubilación y años posteriores
En la década de 1950, Wood adquirió Fisher Island en Florida, en el sur de bahía Vizcaína, el último de una serie de millonarios que ocuparon toda una isla para una sola familia. La vendió a un grupo de desarrollo en 1963. Wood también tuvo una casa de verano en McGregor Bay, Ontario.
Un artículo de Popular Mechanics de 1967 mostraba que incluso retirado, Wood seguía activo inventando un controlador del vehículo eléctrico que había construido.
Wood murió en Miami en 1971 a los 90 años de edad, días antes del 50 aniversario de su primera victoria en el Trofeo Harmsworth. A su muerte, el periodista George Van del The Detroit News escribió: "Para el público, era Tom Swift, Julio Verne y Frank Merriwell, con un poco de Horatio Alger". Wood fue enterrado cerca de su casa en Algonac, Míchigan.

## Reconocimientos
- Ingresó en el Motorsports Hall of Fame of America en 1990.